# Defibrillatore semiautomatico

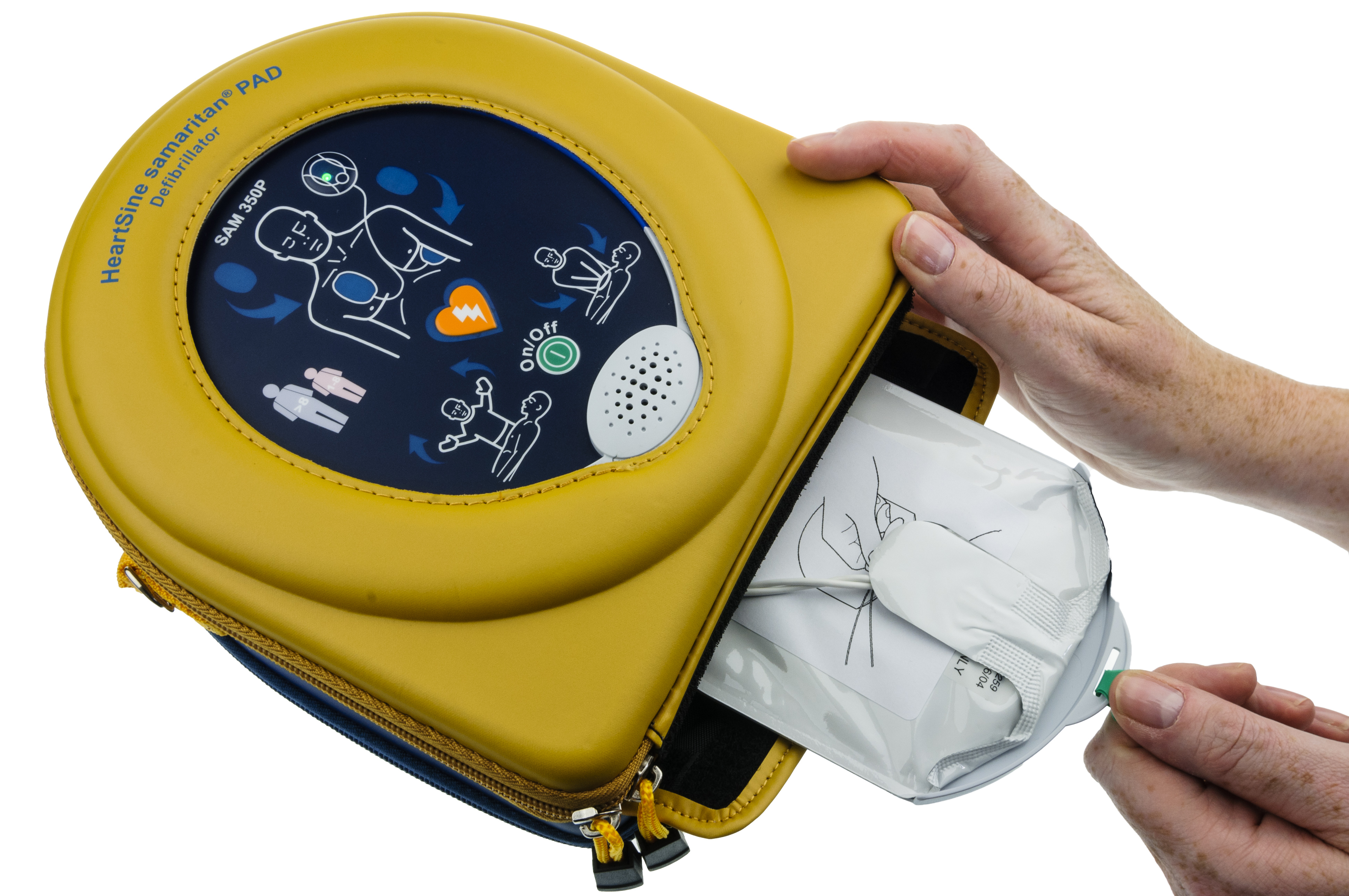
Defibrillatore esterno semiautomatico

Il defibrillatore semiautomatico (anche defibrillatore automatico esterno, acronimo DAE) è un defibrillatore in grado di riconoscere, in modo automatico ed interrompere, tramite l'erogazione di una scarica elettrica comandata da un operatore, le aritmie maligne responsabili dell'arresto cardiaco, quali la fibrillazione ventricolare e la tachicardia ventricolare.

## Funzionamento
Un defibrillatore semiautomatico analizza automaticamente il ritmo cardiaco, determina se per tale ritmo è necessaria una scarica e, se essa è necessaria, seleziona sempre in modo automatico il livello di energia necessario. L'utente che lo manovra non ha la possibilità di modificare l'intensità della scarica o di forzarla se il dispositivo segnala che non è necessaria.
Il funzionamento avviene per mezzo dell'applicazione di placche adesive sul petto del paziente. Quando tali elettrodi vengono applicati al paziente, il dispositivo controlla il ritmo cardiaco e – se necessario – si carica e si predispone per la scarica. Quando il defibrillatore è carico, per mezzo di un altoparlante, fornisce le istruzioni all'utente, ricordando che nessuno deve toccare il paziente e che è necessario premere l'apposito pulsante per erogare la scarica.
Dopo ciascuna scarica, il defibrillatore si mette "in attesa" e dopo due minuti (corrispondenti a circa sei cicli di RCP) effettua nuovamente l'analisi del ritmo cardiaco, e se necessario effettua una nuova scarica.
All'interno del DAE è presente una piccola "scatola nera" che, dal momento in cui l'apparecchio viene acceso, registra tutti i rumori ambientali tramite un microfono e l'elettrocardiogramma del paziente dal momento in cui vengono collegate le placche.

## Utilizzo

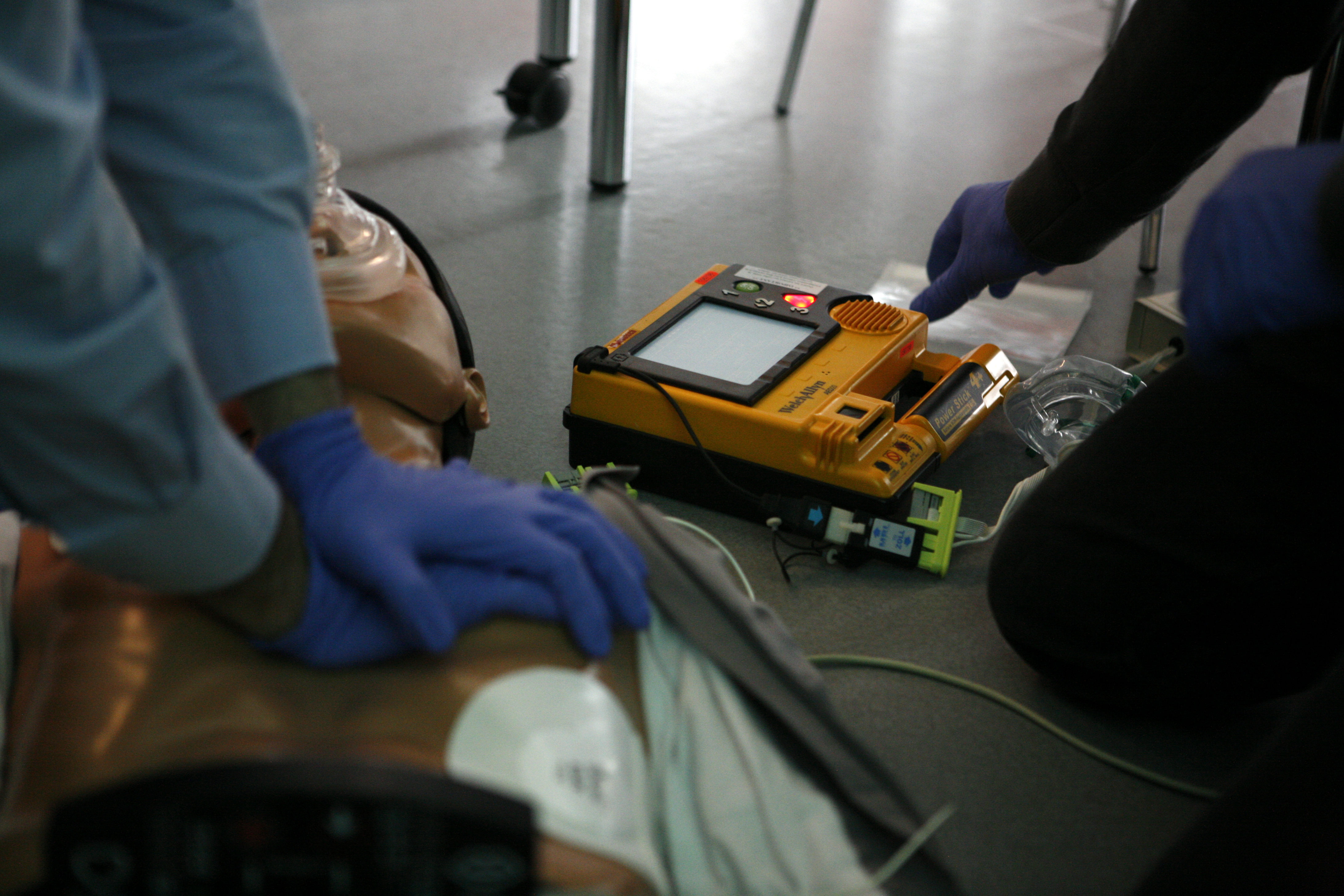
Esercitazione di rianimazione con il DAE.

Il defibrillatore si presenta come una scatola di dimensioni variabili, a seconda del modello che si possiede. Le sue dimensioni sono circa 30 cm per 30 cm per una ventina di altezza. Al suo interno si trova, oltre agli elettrodi che sono due, anche un kit di rasatura per togliere i possibili peli presenti sul petto della vittima (in alcuni si trovano, oltre alle placche per adulto, anche quelle pediatriche).
Il defibrillatore effettua in maniera automatica l'esame dell'attività elettrica del cuore della persona, oltre a poter effettuare, per mezzo di piastre adesive, una scarica elettrica che può ristabilire un battito regolare del cuore, in caso di un arresto cardio-respiratorio. Fondamentale è che gli elettrodi adesivi aderiscano perfettamente, perché una loro adesione parziale o non corretta provocherebbe una rilevazione sbagliata o in molti casi del tutto assente da parte del defibrillatore.

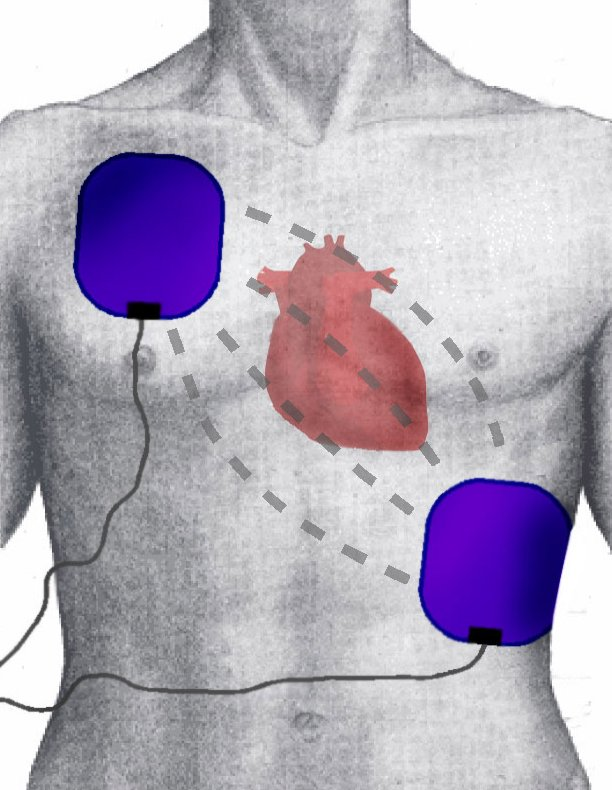
Posizionamento degli elettrodi rispetto al cuore.

Una volta spogliato il torace del paziente si applicano i due elettrodi e si accende il defibrillatore. I moderni D.A.E. sono in grado di guidare, tramite una voce registrata, il soccorritore esperto o il semplice cittadino tramite le poche tappe e manovre da effettuare.
Una volta acceso, l'apparecchio chiederà di collegare le placche (elettrodi) al paziente e di inserire lo spinotto degli elettrodi nell'apposito connettore.
Una volta fatto ciò, il defibrillatore effettuerà l'analisi del paziente, intimando, durante tale fase, di non toccare il paziente.
A quel punto, se riconosce un battito anche debole, dirà che la scarica non è necessaria e richiederà di controllare la respirazione. Se riconosce un ritmo cardiaco defibrillabile, come fibrillazione ventricolare o tachicardia ventricolare, segnalerà la necessità della scarica e si preparerà a scaricare. Se invece il cuore è in asistolia o viene rilevato un ritmo non defibrillabile, il DAE dirà che non è necessaria la scarica e chiederà di riprendere le manovre di rianimazione cardiopolmonare. Il defibrillatore, mentre analizza il ritmo cardiaco del paziente tra un ciclo di rianimazione cardiopolmonare e l'altro, segnala sempre di allontanarsi dal paziente e di non toccarlo. 
Quando è necessario effettuare la scarica, viene emesso un segnale acustico e si accende la segnalazione luminosa del pulsante di scarica. In questo momento l'apparecchio è pronto a scaricare, e la scarica viene erogata premendo l'apposito pulsante. A questo proposito è utile ricordare di allontanarsi e non toccare il paziente.
Dopo aver scaricato, l'apparecchio va in pausa per circa 2 minuti, trascorsi i quali effettua un'altra rilevazione delle funzioni elettriche del cuore, tornando ad avvertire di non toccare il paziente. A questo punto, se il cuore ha ripreso a battere, come detto prima, richiederà di controllare il respiro.
Se il cuore non ha ripreso a battere, si deve continuare con la manovra del BLS senza staccare gli elettrodi. Dopo 2 minuti, durante i quali i soccorritori devono eseguire la RCP, lo strumento avvertirà che sta nuovamente procedendo al controllo delle funzioni cardiache, rammentando allo stesso tempo di non toccare il paziente, per poi dichiarare se si deve effettuare una nuova scarica; questo iter può protrarsi per un tempo indefinito.
L'aspetto del defibrillatore e le sue funzioni come ordine di frasi possono leggermente variare a seconda del modello e del tipo di strumento. Resta comunque uno standard comune delle fasi che devono essere effettuate.

## Postazioni di defibrillazione telecontrollate

Segnale indicante la presenza di un DAE secondo la norma internazionale ISO 7010.

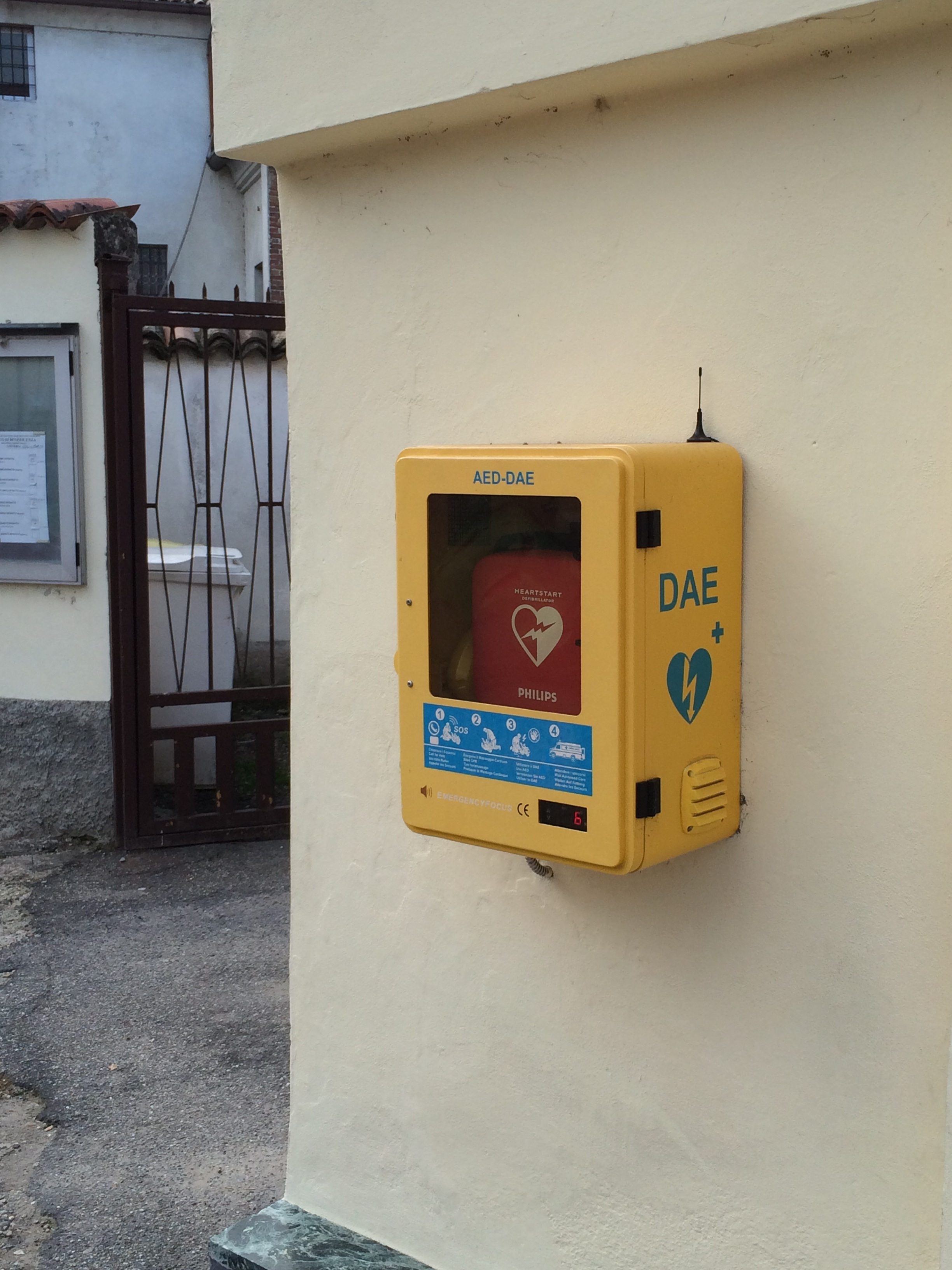
Una postazione pubblica d'emergenza contenente un defibrillatore semiautomatico.

Un fattore fondamentale affinché il procedimento di defibrillazione sia efficace è che lo stesso venga eseguito in tempi brevissimi. Un esempio esplicativo di questo concetto è ciò che quotidianamente accade nella città di Chicago. La percentuale di sopravvivenza nella città di Chicago è pari a quella di ogni città del mondo non attrezzata con i defibrillatori. Al contrario l'aeroporto internazionale O'Hare della stessa città è attrezzato con numerosi totem, strutture verticali attrezzate con defibrillatori e corredate da video o tabelle grafiche che insegnano l'uso dell'apparecchio. La percentuale di sopravvivenza in questo sito è altissima, il 54%, ed arriva al 73% se si viene defibrillati entro 3 minuti.. 
Il defibrillatore deve essere posizionato in punti di alta visibilità per poter intervenire con facilità e rapidità nel miglior modo possibile: la sua collocazione più indicata è perciò all’interno di un espositore che sia semplice da utilizzare, per risparmiare tempo prezioso in casi in cui ogni secondo è di importanza vitale. Esistono teche dotate di display per visualizzazione video e le versioni Totem saranno utili per sensibilizzare e coinvolgere l’opinione pubblica, per pubblicizzare iniziative e per dare visibilità ad eventuali enti finanziatori che vorranno sponsorizzare la postazione DAE: oltre alla sua funzione principale di contenere, proteggere e rendere visibile il defibrillatore, corredato da un allarme per segnalare l’apertura dello sportello, sono strumenti ad un alto impatto comunicazionale, con la possibilità di illustrare le manovre di intervento in caso ci si trovi di fronte una persona in arresto cardiaco. Tramite sistemi di gestione centralizzati si possono telecontrollare i defibrillatori, monitorandoli da remoto 24 ore su 24, 365 giorni all’anno, essere avvertiti in caso di malfunzionamento dell’AED o della teca, in caso di apertura teca e/o estrazione del dispositivo si può chiamare i servizi di emergenza o tramite le APP allertare migliaia di soccorritori.

## Dotazioni aggiuntive
Insieme al defibrillatore dovrebbe essere sempre presente un rasoio, necessario per rimuovere i peli corporei dalla zona di applicazione delle placche, perché potrebbero ostruire il passaggio della scarica.
È importante posizionare insieme al DAE le attrezzature per la respirazione artificiale, come pallone AMBU con relative maschere, o perlomeno maschera protettiva di tipo pocket-mask o Vento.
Può essere utile aggiungere anche un paio di forbici taglia-abiti e due paia di guanti monouso, oltre delle garze per asciugare il paziente qualora fosse bagnato.

## Normativa

### Italia

#### Omologazione
L'omologazione CE è regolata dalla Direttiva 93/42/CEE e in Italia dal D.lgs. n. 46/97.
Ogni 4-6 anni circa (in base al modello del DAE) deve essere sostituita la batteria (non ricaricabile) e gli elettrodi (ogni 2-3 anni circa), mentre ogni 1-2 anni deve essere aggiornato il software che analizza la forma d'onda e regola l'intervallo di analisi tra uno shock elettrico e l'altro.
A cadenza annuale, l'ASL verifica la presenza dei requisiti per tenere operativo un DAE.
Il DM 18 marzo 2011-Criteri e modalità già fissati dall'accordo Stato-Regioni del 27 febbraio 2003 «Linee guida per il rilascio dell'autorizzazione
all'utilizzo extraospedaliero dei defibrillatori semiautomatici» fissa questi requisiti minimi di ogni DAE (non presenti in tutti i DAE in commercio):
- l'analisi automatica dell'attività elettrica del cuore d'una persona vittima di un arresto cardiocircolatorio al fine di interrompere una fibrillazione o tachicardia ventricolare: non sempre il DAE fornisce all'operatore un ritorno dopo lo shock elettrico fino alla ripresa di una normale attività cardiaca, né questa analisi è fatta tramite le due piastre che danno lo shock elettrico, senza ulteriori elettrodi);
- il caricamento automatico con shock esterni transtoracici ripetuti a intervalli di tempo pre-programmati in accordo con le linee guida e non modificabili dagli utilizzatori non medici;
- la registrazione dei tratti elettrocardiografici realizzati e dei dati di utilizzazione dell'apparecchio

#### Obbligatorietà
Dal 1º luglio 2017 è obbligatoria la presenza dei DAE per le società sportive professionali e dilettantistiche, sia dove si svolge attività agonistica che attività sportiva non agonistica (Decreto Ministero della Salute del 24 aprile 2013, pubblicato in GU del 20 luglio 2013).
Il DM 18 marzo 2011 dispone che in via prioritaria devono essere dotati di defibrillatori semiautomatici esterni a bordo, durante il servizio attivo, i seguenti mezzi:
- mezzi di soccorso sanitario a disposizione del sistema di emergenza territoriale 118;
- mezzi di soccorso sanitario appartenenti alle organizzazioni di volontariato, alla Croce Rossa Italiana ed al Dipartimento della Protezione Civile;
- mezzi aerei e navali adibiti al soccorso e al trasporto degli infermi;
- ambulanze di soggetti pubblici e privati che effettuano servizio di assistenza e trasporto sanitario.

Viene inoltre disposto di valutare l'installazione in:
- luoghi isolati e zone disagiate (montagna, piccole isole), pur se a bassa densità di popolazione, tenuto conto che "avvenire mediante una distribuzione strategica in modo tale da costituire una rete di defibrillatori in grado di favorire la defibrillazione entro quattro/cinque minuti dall'arresto cardiaco, se necessario prima dell'intervento dei mezzi di soccorso sanitari." (allegato A DM 18/03/2011).
- strutture sanitarie e sociosanitarie residenziali e semiresidenziali autorizzate, poliambulatori, ambulatori dei medici di medicina generale;
- auditorium, cinema, teatri, parchi divertimento, discoteche, sale gioco e strutture ricreative, stadi, centri sportivi;
- grandi e piccoli scali per mezzi di trasporto aerei, ferroviari e marittimi, strutture industriali;
- centri commerciali, ipermercati, grandi magazzini, alberghi, ristoranti,
- stabilimenti balneari e stazioni sciistiche; strutture sede di istituti penitenziari, istituti penali per i minori, centri di permanenza temporanea e assistenza; strutture di Enti pubblici: scuole, università, uffici; postazioni estemporanee per manifestazioni o eventi artistici, sportivi, civili, religiosi;
- le farmacie.